# 30.º distrito electoral de Chile (1990-2018)
El trigésimo distrito electoral de Chile fue un distrito electoral de la Cámara de Diputados de Chile que existió desde 1990 hasta 2018. Ubicado en la Región Metropolitana de Santiago, ocupó el territorio correspondiente a la Provincia de Maipo y, según el censo de 2017, poseía 496 078 habitantes. En 2018, gracias a una reforma electoral, se fusionó con el distrito 31.º para crear el nuevo 14.º distrito electoral.
Bajo el sistema binominal, el distrito elegía dos diputados, que fueron durante toda su historia uno de la Concertación y otro de la Alianza.

## Composición
El distrito estaba compuesto por las siguientes comunas:
- San Bernardo
- Buin
- Paine
- Calera de Tango

El distrito poseía los mismos límites que la Provincia de Maipo.

## Diputados históricos
| N.º                                      | Diputado        | Partido | Fechas                                    | Historia electoral                                     | Periodo | Historia electoral                                  | Fechas                                    | Partido | Diputado          | N.º |
| ---------------------------------------- | --------------- | ------- | ----------------------------------------- | ------------------------------------------------------ | ------- | --------------------------------------------------- | ----------------------------------------- | ------- | ----------------- | --- |
| Distrito creado el 11 de marzo de 1990   |                 |         |                                           |                                                        |         |                                                     |                                           |         |                   |     |
| 1                                        | Andrés Aylwin   | PDC     | 11 de marzo de 1990 – 11 de marzo de 1998 | Elegido en 1989 Reelegido en 1993                      | XLVIII  | Elegido en 1989 Reelegido en 1993 Reelegido en 1997 | 11 de marzo de 1990 – 11 de marzo de 2002 | UDI     | Pablo Longueira   | 1   |
| 1                                        | Andrés Aylwin   | PDC     | 11 de marzo de 1990 – 11 de marzo de 1998 | Elegido en 1989 Reelegido en 1993                      | XLIX    | Elegido en 1989 Reelegido en 1993 Reelegido en 1997 | 11 de marzo de 1990 – 11 de marzo de 2002 | UDI     | Pablo Longueira   | 1   |
| 2                                        | Edgardo Riveros | PDC     | 11 de marzo de 1998 – 11 de marzo de 2006 | Elegido en 1997 Reelegido en 2001 Perdió la reelección | L       | Elegido en 1989 Reelegido en 1993 Reelegido en 1997 | 11 de marzo de 1990 – 11 de marzo de 2002 | UDI     | Pablo Longueira   | 1   |
| 2                                        | Edgardo Riveros | PDC     | 11 de marzo de 1998 – 11 de marzo de 2006 | Elegido en 1997 Reelegido en 2001 Perdió la reelección | LI      | Elegido en 2001 Reelegido en 2005 Reelegido en 2009 | 11 de marzo de 2002 – 11 de marzo de 2014 | UDI     | José Antonio Kast | 2   |
| 3                                        | Ramón Farías    | PPD     | 11 de marzo de 2006 – 11 de marzo de 2014 | Elegido en 2005 Reelegido en 2009                      | LII     | Elegido en 2001 Reelegido en 2005 Reelegido en 2009 | 11 de marzo de 2002 – 11 de marzo de 2014 | UDI     | José Antonio Kast | 2   |
| 3                                        | Ramón Farías    | PPD     | 11 de marzo de 2006 – 11 de marzo de 2014 | Elegido en 2005 Reelegido en 2009                      | LIII    | Elegido en 2001 Reelegido en 2005 Reelegido en 2009 | 11 de marzo de 2002 – 11 de marzo de 2014 | UDI     | José Antonio Kast | 2   |
| 4                                        | Leonardo Soto   | PS      | 11 de marzo de 2014 – 11 de marzo de 2018 | Elegido en 2013                                        | LIV     | Elegido en 2013                                     | 11 de marzo de 2014 – 11 de marzo de 2018 | UDI     | Jaime Bellolio    | 3   |
| Distrito disuelto el 11 de marzo de 2018 |                 |         |                                           |                                                        |         |                                                     |                                           |         |                   |     |